# Arapski leopard
Arapski leopard (Panthera pardus nimr) je najmanja podvrsta leoparda čiji broj u divljini je manji od 250, podijeljenih u nekoliko nepovezanih staništa na Arapskom poluotoku s manje od 50 jedinki, i u daljnjem je opadanju. Te je stoga upisan na IUCN-ov crveni popis kritično ugroženih vrsta (CR).
Boja krzna kod ove podvrste je blijedožuta do duboko-zlatne, po kojemu su zbijeno raspoređene mrlje u obliku rozeta. Mnogo je manji od afričkog leoparda i drugih azijskih vrsta, a težina mu je oko 30 kg kod mužjaka i 20 kg kod ženki. Iako dijele zajendičko stanište, mužjaci i ženke arapskog leoparda su osamljene životinje. Oni love manje i srednje velike životinje, a ulov privremeno spremaju na liticama ili skrivenim špiljama. U tim skloništima se mužjak i ženka sastaju na oko 5 dana da se pare i donose mlade. Poslije bremenitosti koja traje oko 100 dana, rađa se od jednog do četiri (obično dva) mladunca koji ostaju s majkom sljedeće dvije godine. 
Ova podvrsta leoparda je do 1960-ih živjela na cijelom Arapskom poluotoku, uključujući Sinajski poluotok, te u pustinjama Judeje i Negev u Izraelu. Ovaj se prostor dramatično smanjio tijekom dvadesetog stoljeća zbog uništenja njegova prirodnog okoliša, te ubijanja kao odmazde, ili preventive zbog ubojstva stoke. Oko tristo jedinki se nalazi u zoološkim vrtovima širom Europe, Sjeverne Amerike i Bliskog istoka. Većina tih jedinki uključena je u program očuvanja i razmnožavanja u zatočeništvu.

## Vanjske poveznice
- Kickstarter: Nightwatch – Catching Arabian Leopards with Camera Traps
- Leopards .:. wild-cat.org — Information about leopard research and conservation: featuring the documentary Saving the Leopard (engl.)

### Ostali projekti
|  | Zajednički poslužitelj ima još gradiva o temi Panthera pardus nimr |
|  | Wikivrste imaju podatke o taksonu Panthera pardus nimr             |